# Río Pinto (Seno Skyring)
El río Pinto es un curso natural de agua que fluye en la Región de Magallanes, Chile con dirección general sur hasta desembocar en el seno Skyring.

## Historia
Luis Risopatrón lo describe brevemente en su Diccionario Jeográfico de Chile de 1924:: 395 
Pinto (Rio). 52° 30' 72° 09' Recibe las aguas de la falda E de la cordillera del mismo nombre, desarrolla su curso por el bosque i se vacia en la ribera N de las aguas de Skyring, entre las puntas Onofre i Pinto. 1, xi, p. 283 i carta de Bertrand (1885); i xxvi, carta 111; i 156.